# The Way I Are
«The Way I Are» (с англ. — «Такой, какой я есть») — песня американского рэпера Тимбалэнда, выпущенная в качестве второго сингла с его второго студийного альбома Shock Value (2007). Песня записана при участии певицы Кери Хилсон.

## Написание
Оба артиста принимали участие в написании песни, а также Danja, The Clutch и Кэндис Нильсен. Тимбалэнд и Danja также спродюсировали песню. Премьера состоялась 15 июня 2007 года на американских радиостанциях. «The Way I Are» — это песня в жанрах хип-хоп и электро с вплетениями R&B и танцевальной музыки.

## Коммерческий приём
Песня достигла третьей строчки в чарте Billboard Hot 100, а продажи составляют более трёх миллионов копий в США. Он стал вторым сольным синглом Тимбалэнда, который вошёл в пятерку лучших в стране, а также его вторым самым долгопребывающим в чарте после «Apologize». Также песня хорошо проявила себя на международном рынке, заняв первое место в нескольких странах, включая Австралию, Канаду, Данию, Ирландию и Великобританию. В других странах песня вошла в пятерку лучших, включая Австрию, Францию, Германию, Новую Зеландию и Россию.

## Музыкальное видео
Музыкальное видео было снято Шэйном Дрейком, действие происходит в малоосвещённой обстановке, похожей на проулок. Видео снимали в Салфорде, Англия. В клипе также появился брат Тимбалэнда — Себастьян, который исполнил небольшой куплет после бриджа.

## Номинации
«The Way I Are» получила номинацию в категории «Monster Single of the Year» на «MTV Video Music Awards», также Тимбалэнд был номинирован на премию «Грэмми» как «Продюсер года» за продюсирование этой песни.